# Progressiver Beweis
Progressiver Beweis oder progressive Schlussweise bezeichnet in der traditionellen Logik, wenn bei einer Verkettung von Schlussfolgerungen (Syllogismen) von einem Prosyllogismus zu einem Episyllogismus fortgeschritten wird. Ist der Schlusssatz des ersten Schlusses (Prosyllogismus) in einer Kette der Vordersatz des folgenden Schlusses (Episyllogismus), geht man also vom Prosyllogismus zum Episyllogismus vor, spricht man von progressivem Schluss (a principiis ad principiata), oder auch von episyllogistisch oder synthetisch. Der Gegensatz zu progressiv heißt regressiv.
Außerdem wird in allgemeinerem Rahmen eine Begründung, die versucht zu erklären warum etwas so ist wie es ist (Demonstratio propter quid), als progressiv bezeichnet. Wird dagegen versucht zu zeigen, warum etwas so ist, wie es behauptet wurde (Demonstratio quia), spricht man von regressivem Schluss. Kommt man beim regressiven Verfahren zu keinem Ende spricht man von regressus ad infinitum. Immanuel Kant bringt jenseits der formalen Logik progressive Begründungsverfahren mit synthetischen Urteilen in Verbindung, regressive mit analytischen.